# Asaperda
Asaperda is een kevergeslacht uit de familie van de boktorren (Cerambycidae). De wetenschappelijke naam van het geslacht werd voor het eerst geldig gepubliceerd in 1873 door Bates.

## Soorten
Asaperda omvat de volgende soorten:
- Asaperda agapanthina Bates, 1873
- Asaperda bicostata Hayashi, 1956
- Asaperda chongqingensis Chen & Chiang, 1993
- Asaperda maculosa Pic, 1927
- Asaperda meridiana Matsushita, 1931
- Asaperda rufa Breuning, 1954
- Asaperda rufipes Bates, 1873
- Asaperda silvicultrix Toyoshima & Iwata, 1990
- Asaperda stenostola Kraatz, 1879
- Asaperda tenuicornis Komiya, 1984
- Asaperda wadai Makihara, 1980